# 桂花镇 (咸宁市)
桂花镇，是中华人民共和国湖北省咸寧市咸安区下辖的一个乡镇级行政单位。

## 行政区划
桂花镇下辖以下地区：
桂花村、大村、乌龙口村、树皮厂村、小河村、大河村、立新村、马茨村和皮左黑村。